# 25266 Taylorkinyon
25266 Taylorkinyon è un asteroide della fascia principale. Scoperto nel 1998, presenta un'orbita caratterizzata da un semiasse maggiore pari a 2,4436716 UA e da un'eccentricità di 0,1838920, inclinata di 1,14587° rispetto all'eclittica.